# Henry Arundell (rugby à XV)
Pour les articles homonymes, voir Henry Arundell et Arundell.
Pas d'image ? Cliquez ici

a Compétitions nationales et continentales officielles uniquement.

b Matchs officiels uniquement.
Dernière mise à jour le 16 juin 2025.
Henry Arundell, né le 8 novembre 2002 à Dhekelia, est un joueur international anglais de rugby à XV jouant principalement au poste d'arrière.

## Biographie

### Jeunesse et formation
Issu d'une mère infirmière dans l'armée et d'un père colonel dans les Rifles, Henry Arundell naît le 8 novembre 2002 dans une ancienne base de la Royal Air Force, sur le territoire britannique d'outre-mer d'Akrotiri et Dhekelia, sur l'île de Chypre.
Il vit deux ans à Chypre, puis déménage régulièrement selon les affectations de son père : Écosse, Irlande du Nord, Angleterre et États-Unis. Lorsque sa famille s'installe à Bath, il se rend régulièrement au « Rec » pour voir évoluer George Ford, Jonathan Joseph et Anthony Watson. En dehors de Bath, ses modèles sont Mike Brown, Israel Dagg et William Ryder.
Bon élève, il envisage d'étudier l'histoire à l'université et décroche en 2021 une bourse d'études à Yale, mais choisi finalement de se concentrer sur le rugby professionnel.

### Carrière en club

#### London Irish
Il commence le rugby à l'âge de sept ans au Trowbridge RFC a et occupé plusieurs postes avant de se fixer sur les postes du triangle arrière : « J'ai beaucoup changé de poste, j'ai joué no 8 plusieurs fois […] J'ai joué à tous les postes de la ligne arrière, sauf neuf ».
Tout en évoluant au Bradford-on-Avon RFC, il intègre à l'âge de 14 ans le centre de formation du club londonien des London Irish, avec qui il remporte le championnat des moins de 18 ans,.
Arundell débute en professionnel avec son club formateur lors de la saison 2021-2022. Dès cette première saison, un certain nombre de performances et d'essais d'Arundell attirent l'attention, notamment deux essais contre les Leicester Tigers en demi-finale de la Coupe d'Angleterre ; en championnat contre les Wasps en entrant pour les dernières 20 minutes et inscrivant un essai important ; et un essai initié sur sa propre ligne d'en-but contre le RC Toulon en Challenge européen, qui a fait l'objet d'une large couverture médiatique,,,,. Ses performances lui valent ainsi d'être nommé meilleur jeune de la saison 2021-2022 du championnat anglais.
Le 10 juin 2022, Arundell signe un nouveau contrat « à long terme » avec les London Irish, se montrant reconnaissant pour son club formateur.

#### Racing 92
À la fin de la saison 2022-2023, son club est suspendu de toutes compétitions pour insolvabilité financière peu de temps après la fin de saison. Il se retrouve sans club et rejoint alors la France pour signer avec le Racing 92, il est autorisé par la fédération anglaise à disputer une saison à l'étranger à la suite de la faillite des London Irish, mais il devra s'engager à rentrer en Angleterre en 2024 pour pouvoir continuer à postuler pour l'équipe nationale.
Il inscrit un triplé pour ses débuts en Top 14, le 12 novembre 2023 à Toulon.
Le 12 décembre 2023, le Racing annonce qu'Henry Arundell a prolongé son contrat jusqu'en 2026, il devient donc inéligible à l'équipe d'Angleterre.
En juin 2025, le Bath Rugby annonce officiellement la signature de l'anglais à compter de la saison 2025-2026.

### Carrière internationale
Arundell est éligible pour les équipes nationales d'Écosse et du Pays de Galles par l'intermédiaire de ses parents et grands-parents, ainsi que celle de Chypre par son lieu de naissance.
Il est désigné comme « joueur à surveiller » (« one to watch ») lors du Tournoi des Six Nations des moins de 20 ans 2022, dont il est le co-meilleur marqueur d'essais avec quatre essais. L'Angleterre termine troisième.
Il est ensuite nommé « apprenti joueur » par le sélectionneur anglais Eddie Jones pour accompagner l'équipe d'Angleterre lors de sa tournée en Australie en juillet 2022, le comparant même à Matt Giteau et Nehe Milner-Skudder,,. Il obtient sa première sélection le 2 juillet 2022 contre l'Australie. Il inscrit à cette occasion son premier essai, n'entrant pourtant qu'à la 74e minute,. Il entre en jeux lors des deux autres matchs de la tournée.
En novembre 2022, lors de la cérémonie des World Rugby Awards 2022, il est nommé dans la catégorie « révélation masculine de l'année », aux côtés de Mack Hansen, Dan Sheehan et Ange Capuozzo. La récompense est finalement attribuée à Ange Capuozzo.
En février 2023, il est appelé par le nouveau sélectionner Steve Borthwick pour participer au Tournoi des Six Nations 2023. Il participe à 4 matchs. Face à l'Italie il inscrit, dès son premier match, son premier essai dans le Tournoi.
Fin juin 2023, il est sélectionné avec le XV de la Rose par Steve Borthwick dans un groupe de 41 joueurs pour les matchs de préparation à la Coupe du monde 2023,. Quelques semaines plus tard, il est retenu dans le groupe final pour participer au Mondial,. Il est titulaire pour le 3e match de  poule de l'Angleterre, face au Chili, et inscrit un quintuplé. Il est de nouveau titularisé lors de la victoire dans le match pour la 3ème place face à l'Argentine.
Avec sa prolongation de contrat jusqu'en 2026, il est désormais inéligible pour la sélection.

## Statistiques

### En club
| Saison     | Club         | Compétition              | Matchs | Points | Essais |
| ---------- | ------------ | ------------------------ | ------ | ------ | ------ |
| 2021-2022  | London Irish | Championnat d'Angleterre | 7      | 10     | 2      |
| 2021-2022  | London Irish | Coupe d'Angleterre       | 4      | 15     | 3      |
| 2021-2022  | London Irish | Challenge européen       | 3      | 10     | 2      |
| 2022-2023  | London Irish | Championnat d'Angleterre | 9      | 15     | 3      |
| Sous Total | Sous Total   | Sous Total               | 23     | 50     | 10     |
| 2023-2024  | Racing 92    | Top 14                   | 15     | 45     | 9      |
| 2023-2024  | Racing 92    | Champions Cup            | 4      | 5      | 1      |
| 2024-2025  | Racing 92    | Top 14                   | 1      | 5      | 1      |
| 2024-2025  | Racing 92    | Champions Cup            | 0      | 0      | 0      |
| Sous Total | Sous Total   | Sous Total               | 20     | 55     | 11     |
| Total      | Total        | Total                    | 43     | 105    | 21     |

### Internationales

#### Équipe d'Angleterre des moins de20 ans
Henry Arundell participe au Tournoi des Six Nations des moins de 20 ans 2022 : il joue 3 matchs et inscrit 4 essais, terminant co-meilleur marqueur de la compétition.

#### Équipe d'Angleterre
Arundell obtient sa première sélection en équipe première à l'issue de sa première saison comme professionnel le 2 juillet 2022 contre l'Australie. Il inscrit à cette occasion son premier essai sur son premier ballon, n'entrant pourtant qu'à la 74e minute,.
| Année | Compétition             | Matchs | Points | Essais |
| ----- | ----------------------- | ------ | ------ | ------ |
| 2022  | Test matchs             | 3      | 5      | 1      |
| 2023  | Tournoi des Six Nations | 4      | 5      | 1      |
| 2023  | Test matchs             | 1      | 0      | 0      |
| 2023  | Coupe du monde          | 2      | 25     | 5      |
| Total | Total                   | 10     | 35     | 7      |

## Palmarès

### En club
- London Irish
  - Finaliste de la Coupe d'Angleterre en 2022

### En sélection nationale
- Angleterre
  - Troisième de la Coupe du monde en 2023

#### Tournoi des Six Nations
| Édition                      | Rang | Résultats Angleterre | Résultats Arundell | Matchs Arundell |
| ---------------------------- | ---- | -------------------- | ------------------ | --------------- |
| Tournoi des Six Nations 2023 | 4    | 2 v, 0 n, 3 d        | 2 v, 0 n, 2 d      | 4/5             |

Légende : v = victoire ; n = match nul ; d = défaite ; la ligne est en gras quand il y a Grand Chelem.

#### Coupe du monde
| Édition             | Rang | Résultats Angleterre | Résultats Arundell | Matchs Arundell |
| ------------------- | ---- | -------------------- | ------------------ | --------------- |
| Coupe du monde 2023 | 3    | 6 v, 0 n, 1 d        | 2 v, 0 n, 0 d      | 2/7             |

Légende : v = victoire ; n = match nul ; d = défaite ; la ligne est en gras quand il y a Grand Chelem.

### Distinctions personnelles
- Meilleur marqueur d'essais du Tournoi des Six Nations des moins de 20 ans en 2022 (4 essais).